# سيتروين سي 3 بيكاسو
سيتروين سي3 بيكاسو هي سيارة من تصنيع سيتروين، وظهرت أول مرة شهر يوليو 2008.